# 瑪麗大口非鯽
瑪麗大口非鯽，為輻鰭魚綱鱸形目隆頭魚亞目慈鯛科的其中一種，被IUCN列為極危保育類動物，分布於非洲喀麥隆Barombi湖流域，體長可達12公分，棲息在湖泊中底層水域，屬雜食性，可做為觀賞魚。

## 擴展閱讀
維基物種上的相關：瑪麗大口非鯽